# Aspiromitus
Aspiromitus là một chi rêu trong họ Anthocerotaceae.